# 卡頓頓 (阿拉巴馬州)
卡頓頓（英語：Cottonton）是一個位於美國阿拉巴馬州拉塞爾縣的非建制地區。該地的面積和人口皆未知。

## 地理
卡頓頓的座標為32°08′49″N 85°04′26″W / 32.14694°N 85.07389°W，而該地的平均海拔高度為70米（即220英尺）。